# Tepualia
Tepualia é um género botânico Monotípico pertencente à família Myrtaceae, contendo somente a espécie Tepualia stipularis, que é comumente conhecido como tepú, trepó ou tepual. A planta é nativa da América do Sul, ocorrendo nas porções meridionais do Chile e Argentina, sendo tipica residente de áreas alagadas. Seu florescimento ocorre entre janeiro e março.